# Seleneto de sódio
Seleneto de sódio é um composto inorgânico de sódio e selênio com a fórmula Na2Se.  Este sólido incolor é preparado pela reação de selênio com uma solução de sódio em amônia.

## Reações
Como outros calcogenetos de metais alcalinos, este material é altamente sensível à água, passando facilmente por hidrólise para dar misturas de biseleneto e hidróxido. Esta hidrólise ocorre devido à extrema alcalinidade do íon Se2-.
Na2Se + H2O → NaHSe + NaOH
Similarmente, seleneto de sódio é facilmente oxidado a polisselenetos, uma conversão sinalizado por amostras não brancas.
Seleneto de sódio reage com ácidos produzindo seleneto de hidrogênio gasoso tóxico.
Na2Se + 2 HCl → H2Se + 2 NaCl
O composto reage com eletrófilos para produzir os compostos de selênio. Com haletos de alquilo obtém-se uma variedade de compostos organoselênio:
Na2Se  +  2 RBr   →   R2Se  +  2 NaBr
Haletos de organoestanho e organosilício reagem similarmente haletos reagem da mesma forma para dar os derivados esperados:
Na2Se  +  2 Me3ECl   →   (Me3E)2Se  +  2 NaCl  (E = Si, Ge, Sn)

## Segurança
Seleneto de sódio deve ser armazenado e manuseado longe de umidade e do ar.